# Nikolaikirche (Oberndorf)

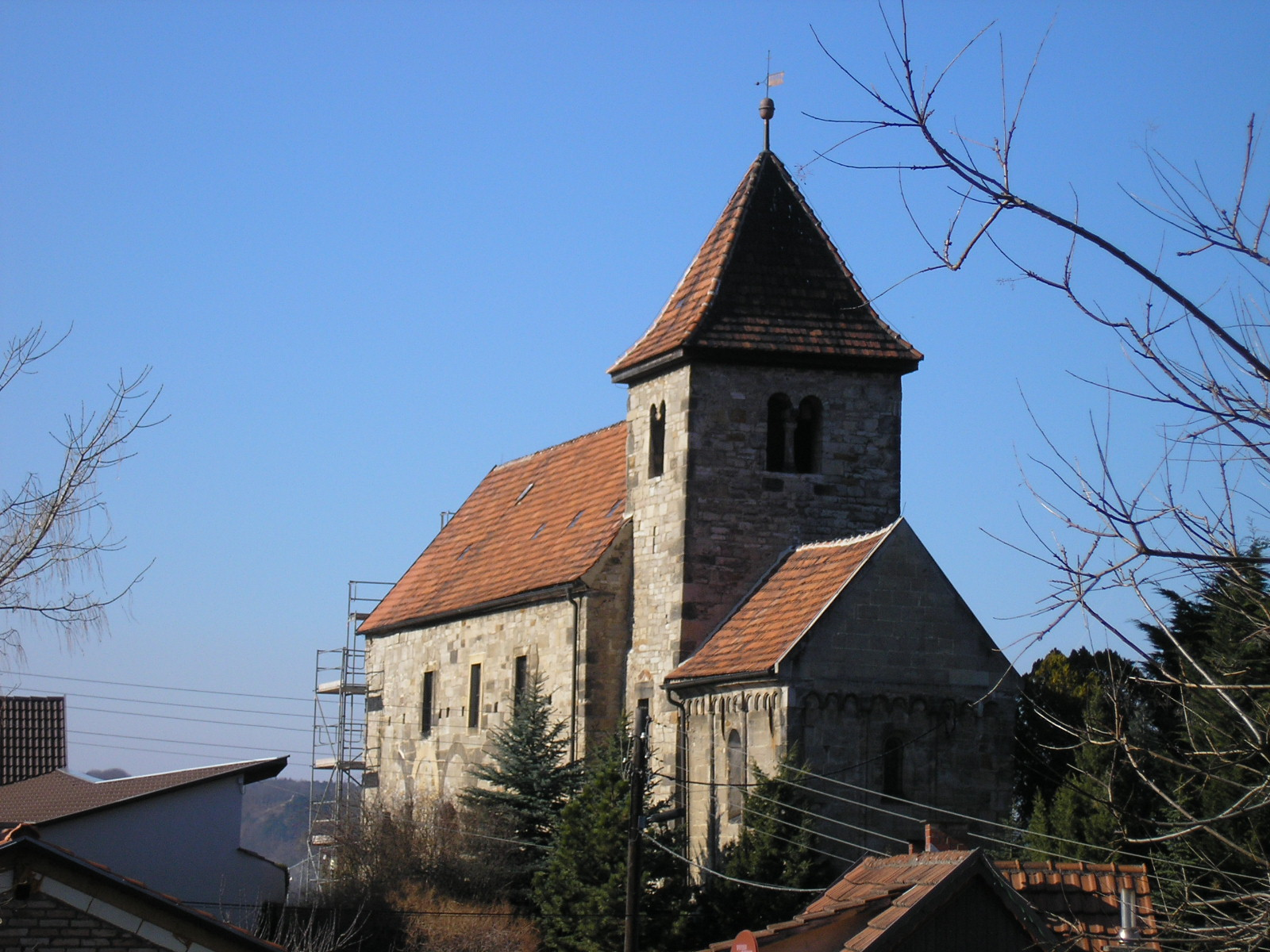
Gesamtansicht von Osten

Die Nikolaikirche (auch St. Nicolai) ist die Dorfkirche des Arnstädter Ortsteils Oberndorf (Thüringen). Sie zählt zu den besterhaltenen romanischen Dorfkirchen der Region. Sie ist dem evangelischen Kirchspiel Angelhausen-Oberndorf im Kirchenkreis Arnstadt-Ilmenau der Evangelischen Kirche in Mitteldeutschland zugeordnet. Zu den Sehenswürdigkeiten der kleinen Kirche gehören ein romanisches Achtpassfenster und die Rundbogenfriese mit Akanthusornamenten aus Stuck in hoher handwerklicher Qualität.

## Baugeschichte

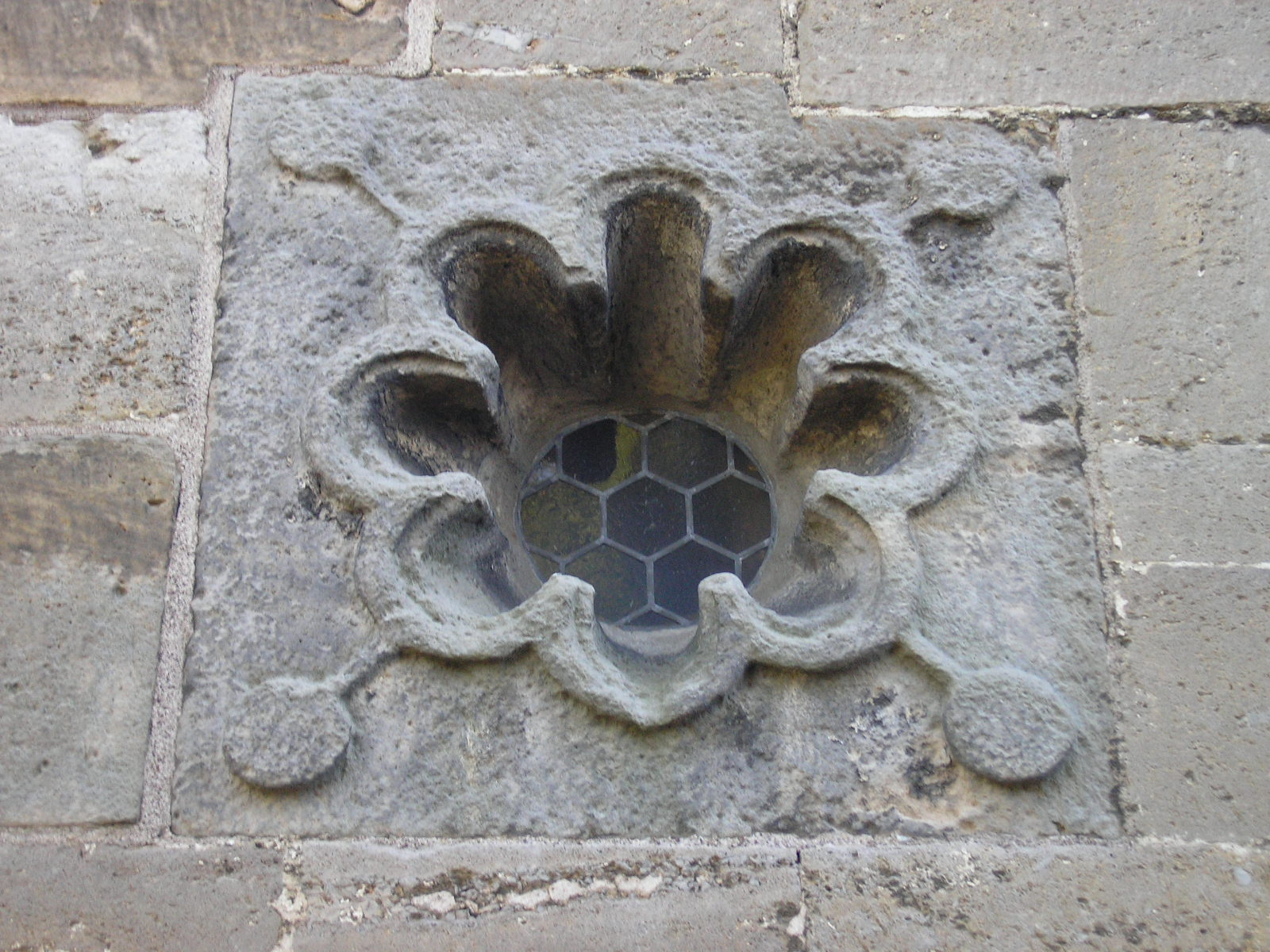
Das romanische Achtpassfenster
(im Volksmund „Napfkuchenfenster“)

Die Bauarbeiten an der Kirche begannen in der ersten Hälfte des 12. Jahrhunderts, als zunächst eine romanische Saalkirche mit halbrunder Apsis und Vierung errichtet wurde.

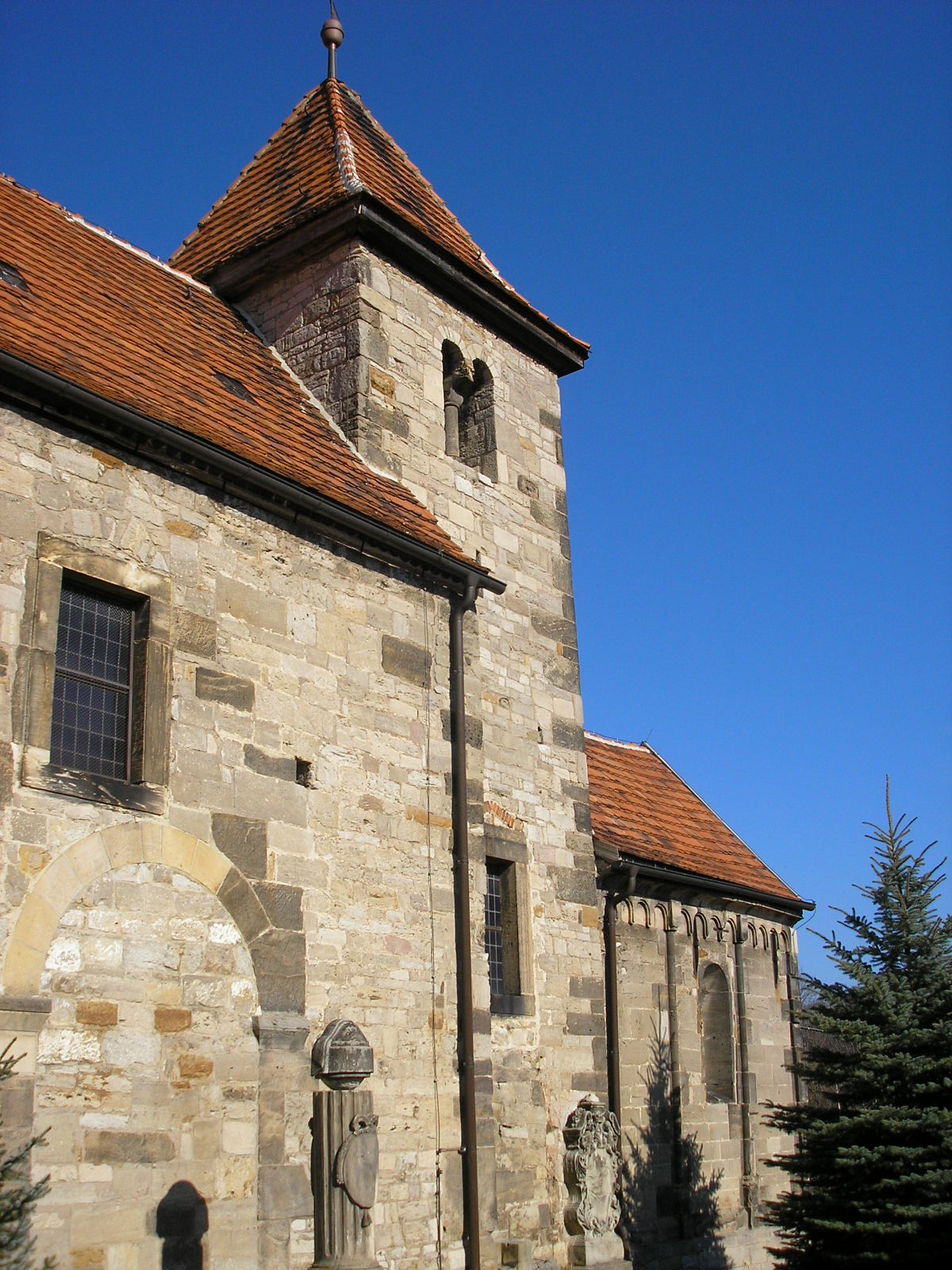
Turm der Kirche

Um 1170/1180 erfolgte erstmals ein Umbau der Kirche. Dabei wurde über der Vierung der Kirchturm errichtet, die Apsis durch den heutigen Chorraum ersetzt und Arkaden an den Seitenwänden ergänzt. Auch die Rundbogenfriese der Kirche und das Farbglasfenster in der Apsis, welches den Patron der Kirche Nikolaus von Myra darstellt, stammen aus der Zeit um 1170. Es gehört damit zu den ältesten erhaltenen Glasmalereien Deutschlands und wurde nach 1900 ins Thüringer Museum nach Eisenach verbracht. In der Kirche ist heute eine Kopie eingebaut.

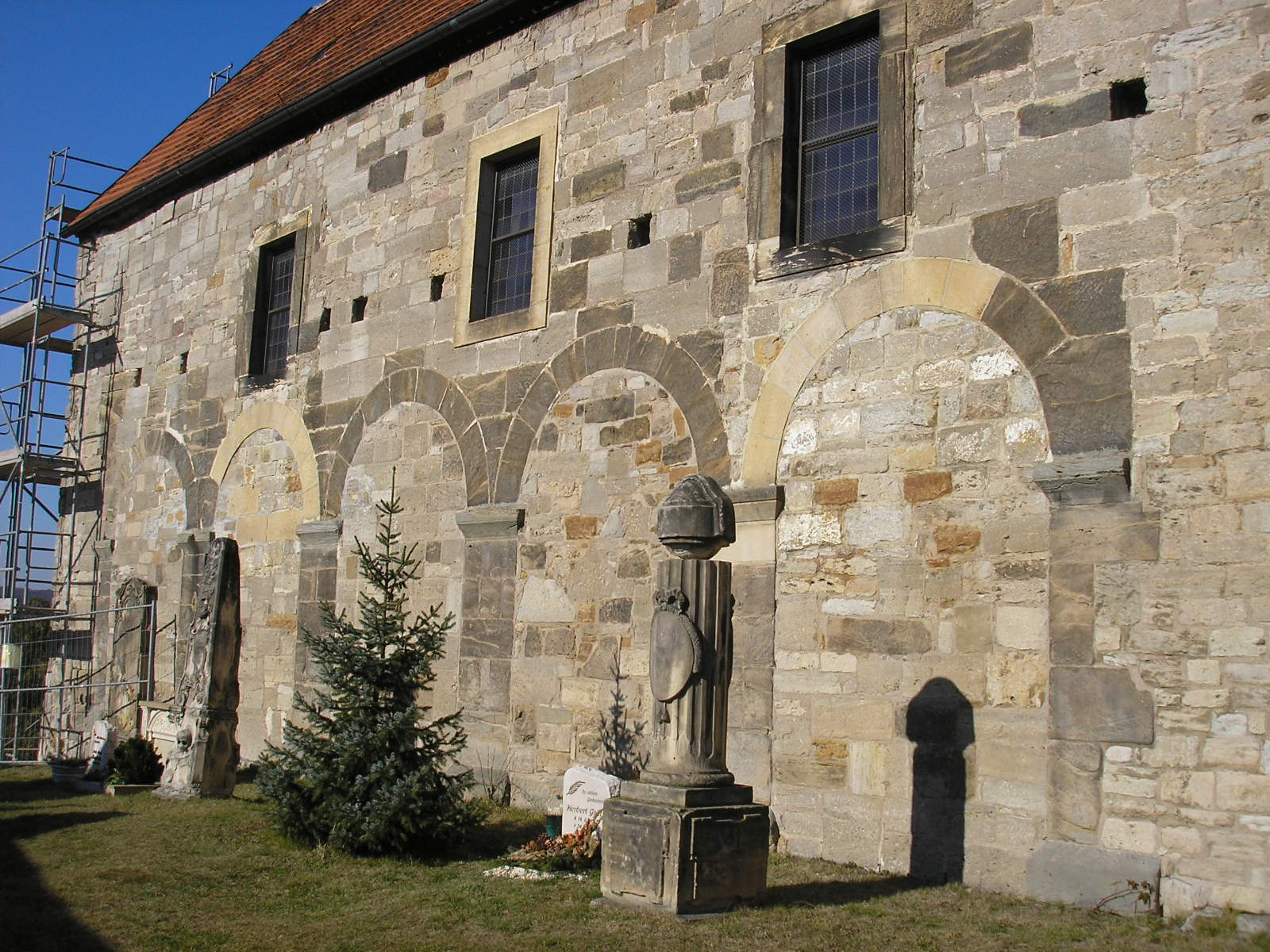
Vermauerte Arkaden an der Südwand, darüber barocke Fenster

Die dritte Bauphase der Kirche fällt ins erste Drittel des 13. Jahrhunderts. Damals wurde das Kirchengebäude in eine dreischiffige Basilika mit Querhaus umgebaut. Dieser Umbau erfolgte wohl im Auftrag der Grafen von Schwarzburg-Kevernburg, da ihre Residenz, die Kevernburg (heute Käfernburg), nur wenige hundert Meter entfernt lag. Die Grafen nutzten die Kirche wahrscheinlich als Burgkapelle, was ihre Baugröße rechtfertigen würde. 1353 stellte der päpstliche Hof in Avignon sogar einen Ablassbrief auf die Oberndorfer Kirche aus.
Gegen Ende des 16. Jahrhunderts folgte eine vierte Bauphase, verbunden mit einer massiven Rückwandlung der Kirche. So wurden um 1595 die baufälligen Seitenschiffe, das Querhaus und der Westbau ersatzlos abgebrochen. Dabei wurden die Arkaden vermauert, was heute noch deutlich sichtbar ist.
Später, wohl nach den Verwüstungen des Dreißigjährigen Krieges, erhielt das Gotteshaus eckige, barocke Fenster. 1978 entfernte man bei einer weiteren Baumaßnahme die Seitenemporen und die Kanzelwand hinter dem spätgotischen Altar.

## Keine Missionskirche
Bereits 1931 vermutete der Heimatforscher Otto Stiehl, die Anfänge der Kirche könnten bis in die christliche Missionszeit des Heiligen Bonifatius zurückreichen. Eine im Zuge von Baumaßnahmen 1962 erfolgte archäologische Sondierungsgrabung der Universität Jena zur Bestimmung des tatsächlichen Alters des Bauwerks brachte jedoch als älteste Befunde Keramikfragmente aus der ersten Hälfte des 12. Jahrhunderts zutage. Auch widersprach die Ausdehnung des Gipsestrich-Fußbodens im Altarbereich der erwarteten Situation.